# Građanski nogometni klub Dinamo Zagreb 2. momčad
Il Građanski nogometni klub Dinamo Zagreb 2. momčad (2ª squadra della GNK Dinamo Zagabria), conosciuta semplicemente come Dinamo II, è la squadra che ha sostituito, a partire dal 2014, la formazione under 19 della società della capitale croata.
Al pari delle seconde squadre del Rijeka e Hajduk è stata in inserita in Terza Divisione e non può partecipare alla Coppa Nazionale ne' essere promossa nella stessa categoria della "Prima Squadra". È composta da giocatori fra i 18 e i 21 anni, nelle partite ufficiali possono giocare solo 5 "fuori quota".

## Allenatori
- 2014-2015  Sreten Ćuk
- 2015-2016  Željko Sopić
- 2016-2017  Mario Cvitanović
- 2017-2020  Igor Jovićević
- 2020  Goce Sedloski
- 2020-2021  Ivan Prelec
- 2021-2022  Igor Cvitanović
- 2022  Damir Krznar

## Palmarès

### Competizioni nazionali
- Treća HNL: 1

2014-2015 (girone Ovest)

### Altri piazzamenti
- Druga hrvatska nogometna liga:

Terzo posto: 2017-2018

## Rosa 2015-2016
| N. |                      | Ruolo | Calciatore          |
| -- | -------------------- | ----- | ------------------- |
|    | Croazia (bandiera)   | P     | Tomislav Čavar      |
|    | Croazia (bandiera)   | P     | Patrik Gujić        |
|    | Croazia (bandiera)   | P     | Domink Lončarić     |
|    | Croazia (bandiera)   | P     | Dario Miškić        |
|    | Croazia (bandiera)   | D     | Filip Benković      |
|    | Croazia (bandiera)   | D     | Ivan Čolić          |
|    | Croazia (bandiera)   | D     | Hrvoje Džijan       |
|    | Croazia (bandiera)   | D     | Marko Iharoš        |
|    | Croazia (bandiera)   | D     | Tin Kulenović       |
|    | Croazia (bandiera)   | D     | Petar Mamić         |
|    | Croazia (bandiera)   | D     | Derrick-Kobi Morris |
|    | Croazia (bandiera)   | D     | Marko Pejić         |
|    | Croazia (bandiera)   | D     | Marko Stolnik       |
|    | Australia (bandiera) | D     | Ivan Vujica         |
|    | Croazia (bandiera)   | D     | David Žabec         |
|    | Croazia (bandiera)   | C     | Marko Alvir         |
|    | Croazia (bandiera)   | C     | Karlo Bartolec      |
|    | Croazia (bandiera)   | C     | Petar Bočkaj        |
|    | Croazia (bandiera)   | C     | Jakov Biljan        |
|    | Croazia (bandiera)   | C     | Ante Buljan         |
|    | Croazia (bandiera)   | C     | Nikola Burić        |
|    | Croazia (bandiera)   | C     | Mate Crnčević       |
|    | Croazia (bandiera)   | C     | Marijan Čabraja     |
|    | Croazia (bandiera)   | C     | Ante Čirjak         |

| N. |                                 | Ruolo | Calciatore      |
| -- | ------------------------------- | ----- | --------------- |
|    | Albania (bandiera)              | C     | Endri Çekiçi    |
|    | Croazia (bandiera)              | C     | Ante Ćorić      |
|    | Bosnia ed Erzegovina (bandiera) | C     | Adem Hodžić     |
|    | Croazia (bandiera)              | C     | Tibor Halilović |
|    | Croazia (bandiera)              | C     | Bojan Knežević  |
|    | Croazia (bandiera)              | C     | Marko Kolak     |
|    | Croazia (bandiera)              | C     | Bruno Mamić     |
|    | Stati Uniti (bandiera)          | C     | Saalih Muhammad |
|    | Macedonia del Nord (bandiera)   | C     | Mumin Nurishi   |
|    | Croazia (bandiera)              | C     | Mihovil Rašić   |
|    | Croazia (bandiera)              | C     | Ivan Šunjić     |
|    | Croazia (bandiera)              | C     | Tin Andre Tolić |
|    | Croazia (bandiera)              | C     | Mateo Topić     |
|    | Croazia (bandiera)              | C     | Domagoj Vlak    |
|    | Croazia (bandiera)              | A     | Adrian Blečić   |
|    | Croazia (bandiera)              | A     | Fran Brodić     |
|    | Turchia (bandiera)              | A     | Bertuğ Bayar    |
|    | Croazia (bandiera)              | A     | Filip Hodak     |
|    | Croazia (bandiera)              | A     | Marko Kolar     |
|    | Croazia (bandiera)              | A     | Borna Miklić    |
|    | Croazia (bandiera)              | A     | Robert Murić    |
|    | Croazia (bandiera)              | A     | Roko Prša       |
|    | Australia (bandiera)            | A     | Jacob Tarasenko |
|    | Croazia (bandiera)              | A     | Luka Višić      |